# Sara Cox
Sara Joanne Cyzer (Bolton (Greater Manchester), 13 december 1974), beter bekend als Sara Cox, is een Britse radio- en televisiepresentatrice. Bij het grote publiek is ze vooral bekend door het presenteren van de Breakfast Show op BBC Radio 1 tussen 2000 en 2003. Van 2001 tot 2006 was ze getrouwd met de Britse dj Jon Carter